# Dorffeld (Leichlingen)
Dorffeld ist eine Ortslage im Kernort der Stadt Leichlingen (Rheinland) im Rheinisch-Bergischen Kreis.

## Lage und Beschreibung
Dorffeld liegt nordwestlich des Leichlinger Zentrums im Bereich der Kirchstraße, die als Landesstraße L359 qualifiziert ist, in Höhe der Nebenstraßen Im Dorffeld, Schützenstraße, Am Kloster und Grünstraße. Die Ortslage war bis Mitte des 20. Jahrhunderts eigenständig, ist aber heute Teil der geschlossenen Wohn- und Gewerbebebauung des gewachsenen Kernorts. Nachbarorte und -ortslagen sind Eicherhof, Am Hammer, Bechlenberg, Bergerhof, Wachholder, Neuland, Johannisberg, Brücke, Büscherhof und Hüschelrath.

## Geschichte
Der Ort wurde 1928 nach einer Flurbezeichnung benannt und erscheint erstmals im ersten Drittel des 20. Jahrhunderts auf dem Messtischblatt Solingen der amtlichen topografischen Karte 1:25.000. Er ist dort bis zur Ausgabe 1956 mit Dorffeld beschriftet. Dorffeld entstand im Kreuzungsbereich der Straße von der Leichlinger Wupperbrücke nach Bergerhof, der heutigen Kirchstraße (L359), mit der Straße von Bechlenberg nach Johannisberg und breitete sich entlang den Verkehrswegen aus. Mitte des 20. Jahrhunderts verlor Dorffeld seine eigenständige Lage und die Baulücken zu den anderen Wohnplätzen der Kernstadt schlossen sich.
Im ersten Viertel des 20. Jahrhunderts wurde beim Ort eine Ziegelei errichtet, deren Gelände in den 1970er Jahren mit Wohngebäuden bebaut wurde. Die Straßen Am Ziegelfeld und An der Ziegelei gehen auf diese Ziegelei zurück.
Bei Dorffeld wurden in den 1950er und 1960er Jahren Motocross-Rennen ausgetragen. 1951 wurde der ca. 1000 Meter lange Erbslöh-Geländekurs eröffnet, der aufgrund seines Höhenunterschieds von bis zu 60 Meter und seiner zehn Meter hohen Steilpassagen berüchtigt war. Für die Rennaufsicht, Ehrengäste, Zeitnahme und Beschallung wurde ein Sprecherturm errichtet. Das Auftaktrennen mit insgesamt 83 Fahrern fand am 26. August 1951 vor 5000 Zuschauern statt. Bis zu 35.000 Zuschauer verfolgten die Rennen, deren Höhepunkt am 4. September 1960 die Motocross-Europameisterschaften war. Die Anfrage nach Ausrichtung der Motocross-Weltmeisterschaft musste der betreibende Motor-Sport-Club Leichlingen (MSCL) aus finanziellen Gründen ablehnen. Das Gelände wurde schließlich von Stadtsiedlung Cremers Weiden überbaut.